# Adhemarius tigrina
Espèce
 Adhemarius tigrina est une espèce de lépidoptères (papillons)  de la famille des Sphingidae, de la sous-famille des Smerinthinae, de la tribu des Ambulycini.

## Distribution
On le trouve du Pérou au Venezuela et en Bolivie. La sous-espèce coronata se trouve en Colombie.

## Description
L'envergure varie de 57 à 63mm. La femelle est plus grande que le mâle.

## Biologie
Les imagos volent de mars à juillet et à nouveau en octobre.
Les chenilles de la sous-espèce de référence se nourrit probablement d' Ocotea veraguensis, d' Ocotea atirrensis, d' Ocotea sarah et d' Ocotea dendrodaphne. Les chenilles de la sous-espèce A.t.coronata se nourrissent probablement d’Ocotea veraguensis, d’Ocotea atirrensis et d’Ocotea dendrodaphne.

## Systématique
L'espèce Adhemarius tigrina a été décrite par l'entomologiste autrichien Rudolf Felder, en 1874, sous le nom initial d’Ambulyx tigrina.

### Synonymie
- Ambulyx tigrina R. Felder, 1874 Protonyme
- Amblypterus tigrina coronata Gehlen, 1930
- Adhemarius simera (Lichy, 1943)
- Amplypterus tigrina simera Lichy, 1943

## Biologie
Les adultes volent toute l'année.